# Advanced Dungeons & Dragons: Slayer
Advanced Dungeons & Dragons: Slayer es un videojuego de rol de acción en primera persona basado en la segunda edición de Advanced Dungeons & Dragons.

## Jugabilidad
Slayer integra un generador de mazmorras personalizable, por lo que cada vez que el jugador inicia el juego, se enfrenta a una nueva mazmorra. La mazmorra siempre termina con el nivel del jefe, seleccionado al azar entre varios jefes posibles. Al comenzar un juego nuevo, el jugador puede crear un personaje personalizado con estadísticas generadas aleatoriamente, pudiendo elegir entre una selección de personajes preestablecidos o reutilizar un personaje creado previamente. El juego se puede guardar en cualquier momento, pero está limitado a un único espacio de almacenamiento.

## Lanzamiento
Fue lanzado en América del Norte en 1994 y en Japón el 20 de enero de 1995. Su secuela, Advanced Dungeons & Dragons: Deathkeep, apareció en 1996.

## Recepción
GamePro le dio al videojuego una reseña generalmente positiva, diciendo que combina con éxito la acción de ritmo rápido en una veta Wolfenstein 3D con el juego de rol tradicional. Criticaron la música y la falta de efectos de sonido, pero elogiaron la abundancia de opciones y los variados diseños de mazmorras, y comentaron que la dificultad ajustable hace que el videojuego sea apropiado para jugadores de todas las edades.
Next Generation declaró que «en general, fue un gran primer intento, pero muy por debajo de las demandas del mercado.»
Allen Rausch, de GameSpy, describió al Slayer como «un juego fantástico» por lo raro que es, y que «en realidad fue uno de los mejores juegos» para el sistema 3DO.